# Ligne de Budapest à Rajka par Hegyeshalom
La ligne de Budapest à Rajka par Hegyeshalom ou ligne 1 est une ligne de chemin de fer de Hongrie. 
Elle relie Budapest à Rajka par les localités de Tatabánya, Komárom, Győr, Mosonmagyaróvár et Hegyeshalom. Elle traverse les comitats de Pest, Komárom-Esztergom et Győr-Moson-Sopron. 
Partant de la gare de Budapest-Déli, la ligne s'arrête en gare de Rajka à quelques centaines de mètres de la triple frontière austro-slovaquo-hongroise, c'est-à-dire aux limites administratives de la ville de Bratislava. Elle se prolonge en Slovaquie sous le nom de ligne 132 de Rajka à Bratislava par Rusovce.
La ligne 1 est surtout connue comme la portion hongroise de l'ancienne ligne impériale entre Vienne et Budapest. Au niveau de Hegyeshalom, la ligne se prolonge vers l'Autriche sous le nom d'Ostbahn jusqu'à la Gare principale de Vienne (Wien Hauptbahnhof) par les villes de Parndorf et Fischamend. Elle fait par ailleurs partie du corridor paneuropéen IV qui relie les villes de Dresde, Nuremberg, Prague, Bratislava, Vienne, Budapest, Belgrade, Sofia, Thessalonique, Istanbul, Bucarest et Constanța. À cette fin, de nombreux travaux de reconstruction de ligne ont été lancés afin d'améliorer la vitesse commerciale du trafic.

## Histoire
Le tronçon entre Vienne et Bruck an der Leitha est achevé en 1846. Les travaux pour prolonger la ligne vers l'est ne reprennent qu'en 1853. La société de chemin de fer Gloggnitz obtient, en compensation du transfert de ses infrastructures à l'État, l'autorisation de construire une nouvelle portion jusqu'à Újszőny en passant par Győr.
Les commerçants de Győr souhaitent alors mettre la future ligne au service de leurs intérêts commerciaux. Dans une lettre adressée à la société, ils demandent que la gare soit construite à proximité immédiate du port fluvial, afin que les deux principaux nœuds de transport soient reliés par rail. Ils proposent même de céder gratuitement une partie de la place du marché — habituellement utilisée pour les grandes foires attirant 5 000 à 6 000 têtes de bétail, ainsi qu'un important commerce de chevaux et de porcs — si la demande est satisfaite. Ce geste représente une concession majeure.

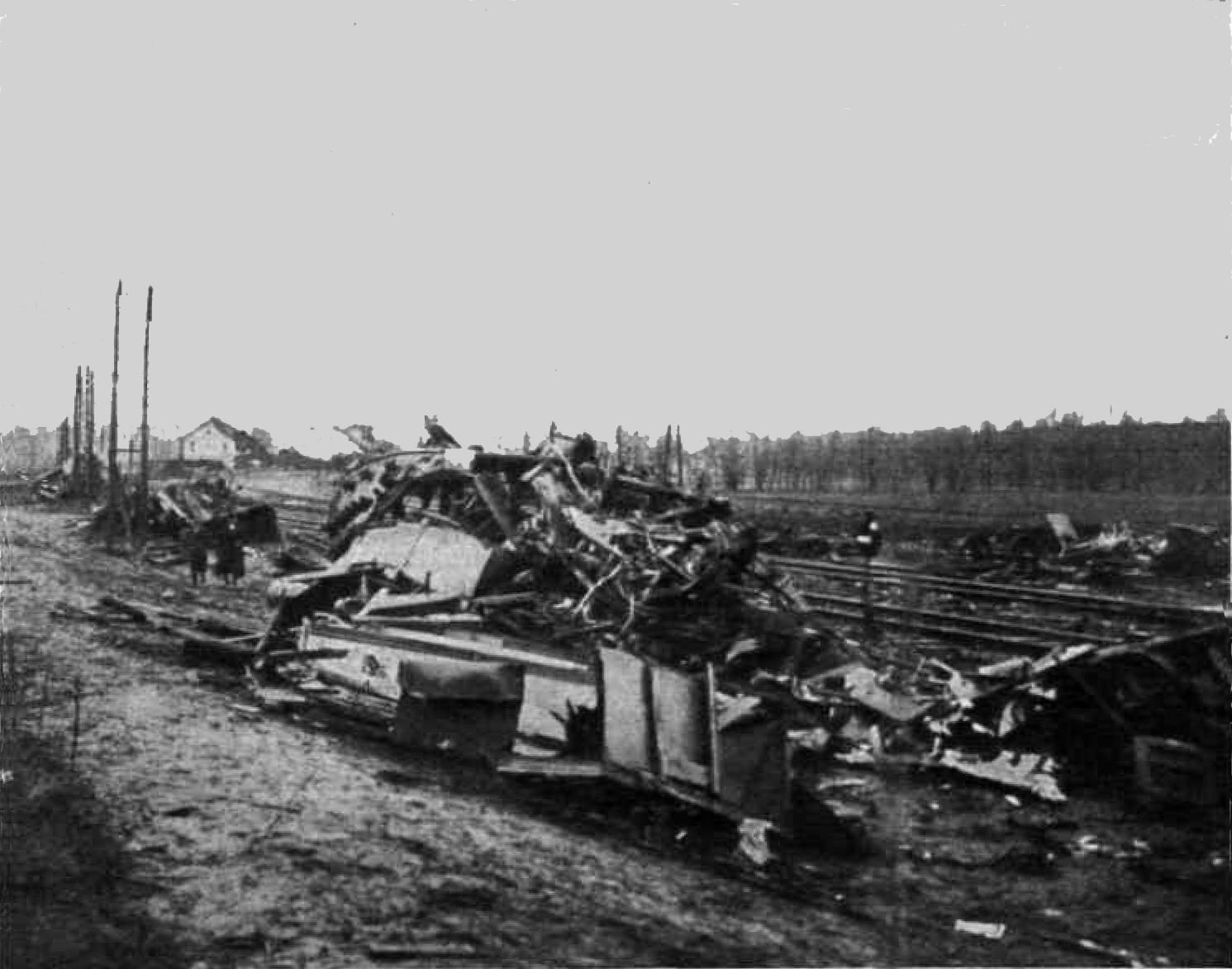
L'accident ferroviaire de Herceghalom en décembre 1916.

En 1855, alors que Gloggnitz achevait la liaison Bruck–Újszőny, la société austro-hongroise de chemin de fer (ÁVT) la rachète et achève rapidement les travaux. Le tronçon Bruck–Győr est mis en service le 24 décembre 1855, suivi de la ligne Győr–Újszőny le 10 août 1856. Faute d'accord sur un embranchement vers le marché, la ville ne cède finalement pas les terrains. Győr devient alors la dernière station de transbordement vers l'ouest : les produits agricoles arrivant par bateau y sont transférés sur le rail.
Les travaux de prolongement s'arrêtent ensuite pendant 28 ans. Toutefois, dès 1860, Újszőny cesse d'être un terminus grâce à la liaison vers Székesfehérvár construite par la Déli Vasút.
En 1882, les Chemins de fer royaux hongrois  (MÁV) rachète la ligne Bruck–Újszőny à l'ÁVT et devient maître d'œuvre du tronçon Kelenföld–Újszőny, inauguré le 15 juillet 1884. Cette extension vise notamment à relier le bassin houiller en pleine expansion de Tatabánya et à créer une alternative au trajet Budapest–Vienne par Vác et Pozsony (actuelle Bratislava), contrôlé par l'ÁVT. Toutefois, cette ligne concurrente ne réussit pas à s'imposer, d'autant que l'ÁVT est nationalisée en 1891, ce qui réunit les deux itinéraires sous le giron de la MÁV. La ligne par Pozsony, bien que plus longue d'environ 15 km, reste prioritaire grâce à son tracé plus favorable et mieux aménagé.
Après le traité de Trianon en 1920, la ligne reliant Budapest à Vienne passe désormais par Győr et Hegyeshalom, ce qui en fait le principal lien entre la Hongrie et l'Europe de l'Ouest. La MÁV engage alors son électrification selon le procédé de Kálmán Kandó. Deux types de locomotives électriques sont conçus à cet effet, adaptés au nouveau système Kandó (16 kV, 50 Hz, courant monophasé). L'alimentation est assurée notamment par la centrale de Bánhida et un réseau de transformateurs répartis le long du tracé.
L'électrification atteint Komárom en 1932, puis Hegyeshalom en 1933. Le 27 juillet 1971, la tension passe de 16 à 25 kV, norme actuelle.
Après la Seconde Guerre mondiale, le réseau et le matériel ferroviaire sont gravement endommagés. La Hongrie, incapable de produire en masse ses propres locomotives, importe plus de 500 machines S160 américaines, numérotées « 411 » par la MÁV, puis environ 100 locomotives soviétiques. Par la suite, la MÁV fait construire douze locomotives de la série V55, suivies de la série V43 (la plus répandue) et de la puissante série V63, toutes fabriquées à Budapest par Ganz–MÁVAG.
Dans les années 1970, un vaste programme de modernisation est entrepris, incluant des rectifications de tracé et la construction de nouvelles gares à Biatorbágy, Herceghalom, Bicske, Szárliget, Almásfüzitő, Lébény-Mosonszentmiklós et Rajka. En 1978, la ligne Hegyeshalom–Rajka est électrifiée. En 1988, la gare de Tatabánya est modernisée, et un percement du mont Keselő en 1989 permet de rectifier un tracé sinueux.
De nouvelles améliorations sont réalisées en 1994, portant la vitesse à 160 km/h à partir de 1997 et réduisant le temps de trajet entre Vienne et Budapest à trois heures. À long terme, un projet de ligne à grande vitesse entre Paris et Istanbul est évoqué, dans lequel cette ligne constituerait un maillon.
À partir de 2002, grâce au soutien de l'UE via le programme ISPA, la MÁV engage la modernisation du corridor paneuropéen IV : la voie est renforcée (rails UIC 60, attaches Pandrol Fastclip), les installations de signalisation sont rénovées à Győr et Komárom, et un système de contrôle électronique des trains (ETCS) est installé entre Kelenföld et Hegyeshalom.
Entre septembre et décembre 2023, des travaux urgents de rénovation ont lieu entre Biatorbágy et Szárliget. Des ralentissements à 100 km/h avaient précédé l'intervention, alors que le tronçon était conçu pour 140 km/h. Des trains de substitution assurent le service voyageurs, tandis que le trafic fret est dévié vers la ligne non électrifiée n°5, exploitée par des locomotives diesel (notamment des M62 « Szergej » modernisées et des « Nohab »). Malgré la remise en service partielle dès le 17 novembre 2023, des retards subsistent, et l'opérateur autrichien ÖBB critique le manque de communication côté hongrois, obligeant les passagers de Railjet Express à changer de train à Vienne pour rejoindre Munich ou Salzbourg.

## Caractéristiques
La ligne 1 est considéré comme l'un des axes ferroviaires les plus importants de Hongrie, car elle permet de lier Budapest à Vienne par Hegyeshalom et, au-delà, l'ouest à l'est de l'Europe. Elle est adaptée à un intense trafic ferroviaire, qu'il s'agisse de transports de voyageurs ou de fret. Alors que l'ensemble de la ligne était gérée par la MÁV, la portion entre Hegyeshalom et Rajka est passée dans le giron de la GySEV depuis 2011.
La ligne 1 est connectée aux lignes 30A 40A (vers Székesfehérvár et Pécs) au niveau de la gare de Budapest-Déli, aux lignes 12 13 (vers Pápa et Oroszlány) au niveau de la gare de Tatabánya, aux lignes 4 5 (vers Esztergom et Székesfehérvár) au niveau de la gare de Komárom, aux lignes 8 10 11 (vers Sopron, Graz, Ljubljana et Veszprém) au niveau de la gare de Győr et enfin à l'Ostbahn et la ligne 132 (vers Vienne et Bratislava) au niveau des gares de Hegyeshalom et Rajka. Concernant les connexions ferroviaires à Budapest, il faut néanmoins rappeler que si la ligne part bien de la gare de Budapest-Déli, la plupart des offres commerciales partent de la gare de Budapest-Keleti et transitent par la gare de Kelenföld.
La ligne contourne les Collines de Buda par le sud au niveau de Budaörs, puis les traverse par Biatorbágy avant d'arriver à Tatabánya. Elle franchit également les cours d'eau suivants : Budakeszi-árok (à Budaörs), Hosszúréti-patak (à Törökbálint), Füzes-patak (à Biatorbágy), Békás-patak, Kígyós-patak (à Herceghalom), Sajgó-patak, Szent László-patak (à Bicske), Váli-víz, Csákány-patak, Galla-patak (à Tatabánya), Árendás-patak, Által-ér, Fényes-patak, le canal de Szőny-Füzitői (à Almásfüzitő), Concó-patak (à Ács), Cuhai-Bakony-ér (à Nagyszentjános), Rába (Győr), Rábca, le canal du petit Danube et le canal du comitat (après Kimle).

## Exploitation
| Gare                    | Correspondances | S10 | X10                    | Személy | ER                                                           | Railjet                                                                  | EuroNight   |
| ----------------------- | --------------- | --- | ---------------------- | ------- | ------------------------------------------------------------ | ------------------------------------------------------------------------ | ----------- |
| Origine                 | Origine         |     | Bp.-Keleti Ferencváros |         |                                                              | De Nyíregyháza (1) ou Belgrade (2) par Bp.-Keleti ou Budapest-Keleti (3) | Bp.-Keleti  |
| Budapest-Déli           |                 |     | X                      |         |                                                              | X                                                                        | X           |
| Kelenföld               |                 |     |                        |         |                                                              |                                                                          |             |
| Budaörs                 |                 |     |                        |         |                                                              |                                                                          |             |
| Törökbálint             |                 |     |                        |         |                                                              |                                                                          |             |
| Biatorbágy              |                 |     |                        |         |                                                              |                                                                          |             |
| Herceghalom             |                 |     |                        |         |                                                              |                                                                          |             |
| Bicske alsó             |                 |     |                        |         |                                                              |                                                                          |             |
| Bicske                  |                 |     |                        |         |                                                              |                                                                          |             |
| Szár                    |                 |     |                        |         |                                                              |                                                                          |             |
| Szárliget               |                 |     |                        |         |                                                              |                                                                          |             |
| Alsógalla               |                 |     |                        |         |                                                              |                                                                          |             |
| Tatabánya               |                 |     |                        |         |                                                              |                                                                          |             |
| Vértesszőlős            |                 |     |                        |         |                                                              |                                                                          |             |
| Tóvároskert             |                 |     |                        |         |                                                              |                                                                          |             |
| Tata                    |                 |     |                        |         |                                                              |                                                                          |             |
| Almásfüzitő             |                 |     |                        |         |                                                              |                                                                          |             |
| Almásfüzitő felső       |                 |     |                        |         |                                                              |                                                                          |             |
| Szőny                   |                 |     |                        |         |                                                              |                                                                          |             |
| Komárom                 |                 |     |                        |         |                                                              |                                                                          |             |
| Ács                     |                 |     |                        |         |                                                              |                                                                          |             |
| Nagyszentjános          |                 |     |                        |         |                                                              |                                                                          |             |
| Győrszentiván           |                 |     |                        |         |                                                              |                                                                          |             |
| Győr-Gyárváros          |                 |     |                        |         |                                                              |                                                                          |             |
| Győr                    |                 |     |                        |         |                                                              |                                                                          |             |
| Abda                    |                 |     |                        |         |                                                              |                                                                          |             |
| Öttevény                |                 |     |                        |         |                                                              |                                                                          |             |
| Lébény-Mosonszentmiklós |                 |     |                        |         |                                                              |                                                                          |             |
| Kimle-Károlyháza        |                 |     |                        |         |                                                              |                                                                          |             |
| Mosonmagyaróvár         |                 |     |                        |         |                                                              |                                                                          |             |
| Levél                   |                 |     |                        |         |                                                              |                                                                          |             |
| Hegyeshalom             |                 |     |                        |         |                                                              |                                                                          |             |
| Bezenye                 |                 |     |                        |         | X                                                            | X                                                                        | X           |
| Rajka                   |                 |     |                        |         | X                                                            | X                                                                        | X           |
| Destination             | Destination     |     |                        |         | Nickelsdorf Zurndorf Parndorf Parndorf Ort Bruck a.d. Leitha | Vers Vienne (1)(2)(3a) ou Vers Munich (3b) ou Zurich (3c) par Vienne     | Vers Munich |